# Abdelhafid del Marroc
Abdelhafid o Abd-al-Hafidh també Abd al-Hafiz (àrab: عبد الحفيظ, ʿAbd al-Ḥafīẓ), conegut com a Mulay Hafid, Muley Hafid o Mulay Hafiz (àrab: مولاي حفيظ, mūlāy Ḥafīẓ) (Fes, 24 de febrer de 1875 – Enghien-les-Bains, 4 d'abril de 1937) fou soldà del Marroc entre 1908 i 1912.

## Khalifa a Marràqueix
Fill del soldà Mulay Hasan i la reina Aliyya al-Shawiya. A la mort del seu pare en una expedició el 9 de juny de 1894 va pujar al tron el seu germà putatiu Abdelaziz, que el va nomenar khalifa (delegat o virrei) a Marràqueix. Abdelhafid s'oposava a la passivitat del seu germà davant de la penetració colonial francesa i als acords d'Algesires (gener a març del 1906).
El 1906 es van produir noves revoltes, especialment a la zona del riu Muluya, i França va planejar altre cop estendre la seva frontera algeriana abraçant part del Marroc. A finals d'agost o començaments de setembre, el cadi d'Haha, Anflus, va fer una operació contra Mogador; i llavors a Marràqueix Abdelhafid (Muley Abd al-Hafid), germà putatiu i cunyat de Mulay Abd al-Aziz ben al-Hasan, va començar a utilitzar el títol de sultà. La policia francesa havia d'actuar a les ciutats de la costa, i la situació va provocar la intervenció de la marina franco-espanyola que van fer alguns atacs encara que l'esquadra espanyola no va continuar.
El març de 1907 el metge francès Mauchamp fou assassinat a Marràqueix. El dia 29 el general francès Lyautey, comandant de les forces d'Orà, ocupava la ciutat marroquina d'Oujda. Per la seva evacuació França va imposar condicions (càstig pels assassins, indemnització per la família, i creació d'un establiment de beneficència), que foren immediatament acceptades. Però Oudja no fou evacuada.
El 9 de juliol França va començar a practicar als ports la investigació duanera. Va córrer el rumor que pedres de sepulcres s'havien utilitzat en la construcció d'un port, i el dia 30 de juliol vuit estrangers (tres francesos, tres italians i dos espanyols) foren assassinats. El 4 d'agost el general Lyautey era nomenat comandant en cap d'una expedició militar; el 5 d'agost França va fer la corresponent represàlia: els creuers de guerra Galilée i Du Chayla van desembarcar forces a Casablanca, i van atacar les cabiles de la regió amb granades de melinita. Des de Casablanca el general Drude, amb 15000 homes, va iniciar l'anomenada pacificació del país.
Mentre una altra esquadra dirigida per l'almirall Philibert, amb 9 vaixells, amenaçava els ports del nord i nord-oest. El dia 16 d'agost de 1907 Muley Hafid (Abdelhafid) fou proclamat soldà a Marràqueix, amb un programa d'alliberament nacional contra el jou estranger ideat per les elits nacionalistes marroquines, i amb el suport del gran caid de la ciutat Madani Glawi (Thami al-Glaui). Al mateix dia també es va proclamar soldà a Tànger Muley Muhammad, tercer fill de Muley Hassan. En endavant el govern francès va haver de fer les seves accions en nom de Muley Abd al-Aziz ben al-Hasan que depenia financerament de França. Els ambaixadors de Muley Hafid (Abdelhafid) no foren rebuts ni a París, ni a Berlín (17 d'octubre) ni a Londres. Mentre les tropes d'Amade, successor de Drude, van passar a Chauya (començaments del 1908, fins al 1909). Altres tropes van avançar des d'Alger i el sud d'Orà, movent-se cap al sud i sud-est del Marroc. Dahra fou declarada província francesa i Bu-Denib residència del governador general de l'Oued Chir.

## Soldà del Marroc
El maig de 1908 Alemanya va acceptar rebre els delegats del soldà de Marràqueix; Hafid (Abdelhafid) va entrar a Fes el 7 de juny i Abd al-Aziz ben al-Hasan ja només era reconegut soldà a les ciutats de la costa occidental. En lloc d'evacuar Chauya com s'havia pactat, els francesos van ocupar Azemmour el 30 de juny, mentre allà on actuaven de policia cometien alguns abusos. El juliol de 1908 el soldà va organitzar una expedició contra Marràqueix, però el 19 d'agost les tribus lleials a Hafid (Abdelhafid), dirigides pel cadi al-Glaui (mort a finals d'octubre de 1908) van aconseguir derrotar les forces dels rahama, fidels d'Abd al-Aziz, a Bu Adjiba, a una distància de dos dies de Marràqueix, i Abd al-Aziz va haver de fugir refugiant-se entre els francesos a Casablanca. Va abdicar el 21 d'agost de 1908.
Fou reconegut per les potències el 5 de gener de 1909 després de prometre respectar els acors signats pel seu enderrocat germà putatiu a la Conferència d'Algesires. L'acord francoalemany de 1909 va reconèixer l'especial posició de França al Marroc i va portar al protocol francoalemany del 4 de març de 1910 que establia entre altres punts un préstec internacional pel Marroc del qual aquest estat estava molt necessitat. El novembre de 1910 es van arreglar els problemes de l'agitació a Melilla amb un acord entre el soldà i Espanya.
Abdelhafid no aconseguí prendre el control de Blad as-Siba, la zona interior del país que no acaten la seva autoritat. La situació es degrada fins que el 1911, assetjat a Fes per tropes berbers rebels que fins a la seva mort l'octubre del 1910 havia dirigit Ma al-Aynayn i altres lleials al rogui Bu Hmara, el soldà es va veure forçat a sol·licitar oficialment l'ajuda de França que tenia tropes a Casablanca des del 1907. El general Moinier, amb un exèrcit de 23.000 soldats, va alliberar el soldà el 21 de maig de 1911. Er Rogui va acabar presoner després d'haver lluitat amb valentia des de 1902, i fou executat. Els espanyols van aprofitar per ocupar Larraix i Alcazarquevir i una mica després Asila (Arzila). Aquestes interferències van causar el malestar alemany que va enviar una canonera a Agadir en el famós incident d'Agadir, i va declarar una zona d'influència al Sus. Un acord francoalemany el novembre de 1911 va arreglar diplomàticament el conflicte i França va tenir mans lliures al Marroc a canvi d'importants cessions territorials a l'Àfrica Equatorial Francesa.

## Protectorat Francès al Marroc
El 30 de març de 1912 el sultà va signar a Fes amb M. Regnault el El Tractat de Fes que establia el protectorat francès. Això va provocar l'esclat d'una revolta a la rodalia de la capital i el dia 17 van esclatar disturbis sagnants a Fes on van morir dotzenes de soldats i civils francesos i un bon nombre de jueus marroquins, dels quals el ghetto o mallab fou saquejat. El general Lyateuy fou nomenat comissari resident general a la cort del sultà i va contenir l'agitació, però la situació d'Abdelhafid, que havia pujat al tron amb un programa nacionalista, era insuportable, ja que no tenia ni el suport dels francesos ni el del poble, cosa que el va decidir a abdicar. Va arreglar la seva situació personal i de la seva família amb habilitat i va anunciar l'abdicació el 13 de juliol de 1912 a favor del seu germà Mulay Yusuf i s'exilià breument a França, per retornar a Tànger al palau de la Kasaba, fins al 1914 quan va esclatar la primera guerra mundial i es va traslladar a Barcelona, on encarregà a Puig i Cadafalch la construcció de la casa Muley Afid. Hi residí quatre anys des del 1914 al 1918, i Guimerà li dedicà un himne. El 1915 regalà al Zoo de Barcelona l'elefanta Júlia, que morí de gana durant la guerra civil i que actualment es troba dissecada l'entrada del Museu de Zoologia.
Va morir a Enghien, França, el 4 d'abril de 1937 i el seu cos fou portat a Fes amb els honors corresponents.